# Station
Station è il secondo album in studio del gruppo rock statunitense Russian Circles, pubblicato nel 2008.

## Tracce
1. Campaign – 6:40
2. Harper Lewis – 7:15
3. Station – 8:43
4. Verses – 8:43
5. Youngblood – 7:34
6. Xavii – 4:29